# 根詰まり

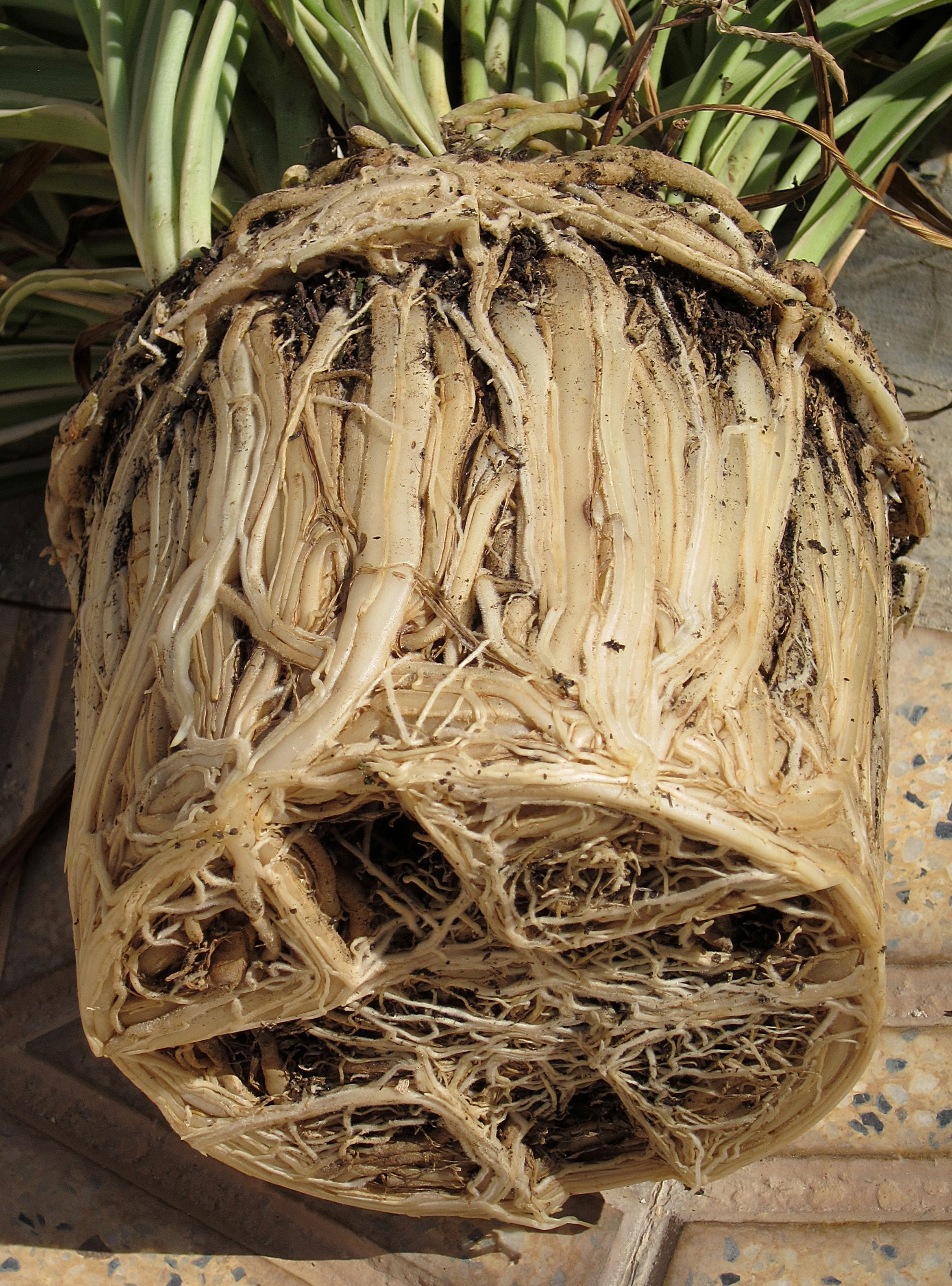
根詰まりを起こしたオリヅルラン。鉢底に当たる部分ではサークリング現象も起こり始めている

根詰まり（ねづまり）とは、植木鉢の中で植物の根が繁茂し、ついに伸びる余地を失った状態のこと、また、成長に影響を与える状態のこと。根詰まりを起こした植物、つまり鉢に対して大きくなりすぎた植物は、植え替えなければならない。根詰まりすると、いくら水を与えても鉢中に根が回って水が吸えない状態なので、鉢がすぐ乾くようになる。

## サークリング現象
鉢の中で行き場を失った根が、鉢の壁面に沿って延伸し、結果的にらせん状にぐるぐると鉢の中を回ってしまう現象のことを言う。根は枝分かれしにくくなるため、種によっては木質化する。根詰まりの典型的な状態のひとつであり、鉢内の用土の使用効率を大幅に低下させる。これらの問題を改善する鉢としてスリット鉢が市販されている。